# Россбах, Соннре
Соннре Лёвсет Россбах (норв. Sondre Løvseth Rossbach; 7 февраля 1996, Порсгрунн, Норвегия) — норвежский футболист, вратарь клуба «Стабек».

## Клубная карьера
Россбах начал профессиональную карьеру в клубе «Одд». 22 сентября 2013 года в матче против «Олесунна» он дебютировал в Типпелиге. В 2015 году Соннре выиграл конкуренцию и стал основным вратарём клуба.
В январе 2023 года на правах аренды перешел в шведский клуб «Дегерфорс» до конца сезона 2023.